# Joël Tiéhi
Joël Tiéhi   (Abidjan, 12 de juny de 1964) és un exfutbolista ivorià de la dècada de 1990.
Fou internacional amb la selecció de futbol de Costa d'Ivori. Pel que fa a clubs, destacà a Le Havre AC.
Va fundar el Centre de Formation Joël Tiéhi el 2004.
És pare del també futbolista Christ Tiéhi.